# Ellipteroides velutinus
Ellipteroides velutinus är en tvåvingeart som först beskrevs av Alexander 1916.  Ellipteroides velutinus ingår i släktet Ellipteroides och familjen småharkrankar.
Artens utbredningsområde är Peru. Inga underarter finns listade i Catalogue of Life.